# Черна (Тулча)
Черна (рум. Cerna) — село у повіті Тулча в Румунії. Адміністративний центр комуни Черна.
Село розташоване на відстані 188 км на північний схід від Бухареста, 41 км на захід від Тулчі, 104 км на північ від Констанци, 43 км на південний схід від Галаца.

## Населення
За даними перепису населення 2002 року у селі проживали 2217 осіб. Рідною мовою 2211 осіб (99,7%) назвали румунську.
Національний склад населення села:
| Національність | Кількість осіб | Відсоток |
| -------------- | -------------- | -------- |
| румуни         | 2209           | 99,6%    |